# ASNOVA

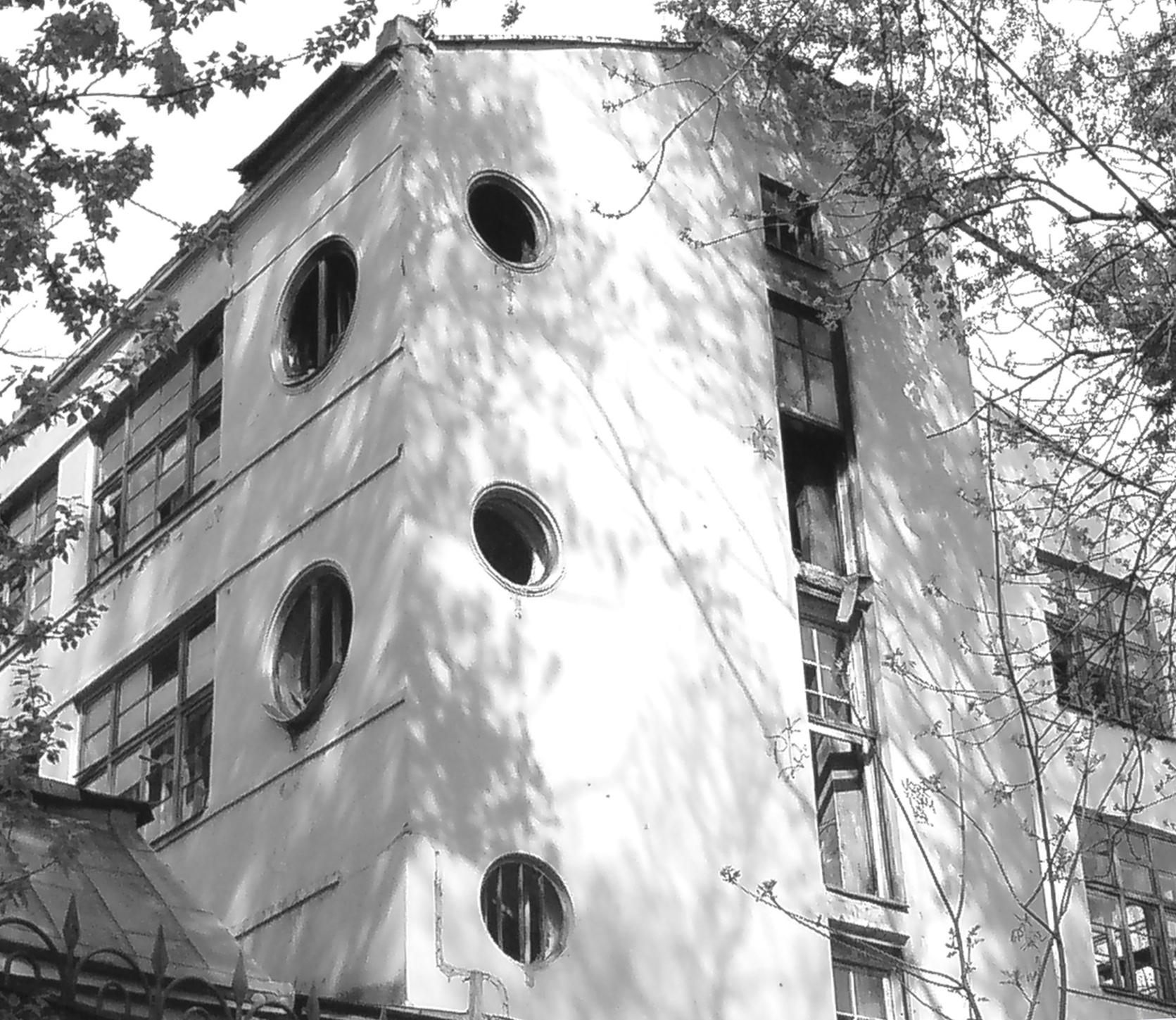
Oficinas da revista Ogonyok, desenhadas por El Lissitzky

ASNOVA (em russo:  АСНОВА; abreviatura de Ассоциация новых архитекторов, "Associação dos Novos Arquitectos") foi uma associação de arquitectos avant-garde da União Soviética, activa durante a década de 1920 e início da década de 1930, também designada por Racionalistas.
A associação foi fundada em 1923 por Nikolai Ladovsky, um professor no instituto de artes Vkhutemas e membro do grupo Inkhuk, a par com outros arquitectos de vanguarda como Vladimir Krinsky. O ensino de Ladovsky, embora definitivamente modernista, defendia mais o uso da intuição do que a aplicação pura do funcionalismo, baseado em parte na teoria de gestalt. Em 1919, Ladovsky defenia o racionalismo na arquitectura como "a economia da energia psíquica na percepção dos aspectos funcionais e espaciais de um edifício", em oposição ao "racionalismo técnico". As pesquisas do grupo foram particularmente influenciadas pelo trabalho de Hugo Münsterberg, e Ladovsky construiria um laboratório psicotécnico em 1926 baseado na teoria da psicologia industrial de Münsterberg. De forma geral, o grupo concentrou-se em criar efeitos "psico-organizacionais" através da arquitectura, uma aproximação escultórica e não funcional, que estaria na origem de acusações de formalismo pelo Grupo OSA então em ascensão. Os grupos ASNOVA e OSA estiveram envolvidos em polémicas acerca da terminologia e disputa do termo construtivismo.
O grupo recebeu um impulso significativo quando El Lissitzky se tornou seu proponente em meados da década de 1920, e desenhando a capa da revista Notícias ASNOVA em 1926. Para além disso, Konstantin Melnikov, o mais famoso arquitecto modernista soviético, fez também parte do grupo por um breve período, preferindo as suas noções de intuição e afecto à precisão científica do grupo OSA, embora ele e Ilya Golosov tenham formado um grupo intermédio entre as posições da ASNOVA e OSA. Berthold Lubetkin, mais conhecido pelo seu trabalho em Londres, foi também um dos primeiros associados do grupo. A Cidade Voadora de Georgy Krutikov, de 1928, famoso e notório pela sua utopia e incorporação de elementos de ficção científica, foi um projecto impulsionado pelo grupo.
Os membros da ASNOVA eram prolíficos em projectos teóricos e competições, mas raramente os viam executados. Os membros Melnikov e Ladovsky foram galardoados com o primeiro e segundo lugares, respectivamente, na competição para o pavilhão da União Soviética na exposição universal de Paris de 1925. Alguns projectos concluídos ainda existem no território da ex-União Soviética. Os mais notáveis são o bloco de habitação de Ladovsky em Tverskaya em Moscovo (1929) e uma série de três condensadores sociais (instalações comunitárias) construídas em Leninegrado entre 1928 e 1931 por uma equipa constituída por A. K. Barutchev, I. A. Gil'ter, I.A. Meerzon e Ya. O. Rubanchik.
O grupo ASNOVA separou-se em 1928 quando Ladovsky criou o seu próprio grupo, a ARU (Associação dos Arquitectos-Urbanistas), embora tenham continuado a haver parcerias entre o grupo para a competição do Palácio dos Sovietes. O grupo foi dissolvido em 1932 a par de todas as outras associações artísticas.